# Henri De Deken
Henri „Rik” De Deken (ur. 3 sierpnia 1907 w Schoten, zm. 12 lutego 1960 w Antwerpii) – belgijski piłkarz grający na pozycji obrońcy, później przemysłowiec.
Karierę rozpoczął w barwach Royal Antwerp FC, gdzie występował wraz z braćmi: Bobem (1906–1966), Fransem (1912–2004) i Albertem (1915–2003). Kwartet braci zwany „Chłopcami z Antwerpii” wraz z kolegami kilkakrotnie wywalczył w tym okresie mistrzostwo i wicemistrzostwo Belgii.
W roku 1930 Henri De Deken został powołany do reprezentacji Belgii na mistrzostwa świata 1930, na których rozegrał jeden mecz, przeciwko Paragwajowi. Karierę wraz z braćmi, do których dołączył najmłodszy z nich, Carlo, zakończył w Olympic Charleroi. Po zakończeniu kariery zajął się przemysłem.
Był żonaty z Francuzką Yvonne Simonart (ur. 17 maja 1915 r. w Paryżu, zm. 21 września 2005 r. w Mons), nauczycielką rysunku ze szkoły l'École Supérieure des Beaux-Arts w Antwerpii. Z tego związku przyszło na świat czworo dzieci: Viviane, Michèle, Martine oraz Jean-Marie.